# Traktat nankiński
Traktat nankiński – traktat stanowiący zakończenie I wojny opiumowej pomiędzy Zjednoczonym Królestwem Wielkiej Brytanii i Irlandii (1801–1922) a dynastią Qing (dynastią mandżurską, panującą w Chinach w latach 1644–1912). Podpisany został 29 sierpnia 1842 roku na pokładzie cumującego w porcie Nankin angielskiego statku "Cornwallis".
Na jego mocy Chiny musiały otworzyć pięć dużych portów dla europejskich statków i zlikwidować gildię kohong, Hongkong został odstąpiony Wielkiej Brytanii po wsze czasy, oraz przyznane zostały prawa eksterytorialne dla Brytyjczyków (tym samym Chiny pozwoliły na obcą jurysdykcję na swoim terytorium). Ponadto państwa europejskie zwolnione zostały z "koutou" (obowiązku trzykrotnego klękania i dziewięciokrotnej czołobitności). Wielka Brytania, Stany Zjednoczone, Francja, a potem także Rosja, wymusiły na Chinach liczne ustępstwa, w tym ustanowienie portów traktatowych, gdzie Chiny miały prawo tylko do 5-procentowego cła wwozowego, zaś resztę zysków mieli cudzoziemcy.
Traktaty o zbliżonej treści zostały podpisane również z Francją i Stanami Zjednoczonymi. Francuzi uzyskali dodatkowo pozwolenie na prowadzenie w Chinach działalności misyjnej przez Kościół katolicki.